# Felisberto Landim
Felisberto Mendes Ribeiro Landim, más conocido como Felisberto Landim, (Lisboa, 3 de noviembre de 1992) es un jugador de balonmano caboverdiano, nacido en Portugal, que juega de pívot. Es internacional con la selección de balonmano de Cabo Verde.
Con la selección de Cabo Verde disputó el Campeonato Mundial de Balonmano Masculino de 2021, el primero para su selección.

## Palmarés internacional
| Campeonato Africano | Campeonato Africano | Campeonato Africano | Campeonato Africano |
| Año                 | Lugar               | Medalla             |                     |
| ------------------- | ------------------- | ------------------- | ------------------- |
| 2022                | Egipto              | Medalla de plata    |                     |